# Paulus (Alchemist)
Paulus ist der Name des ersten  Alchemisten in Deutschland, von dem Nachrichten erhalten sind. Adam von Bremen berichtet in seiner Chronik, dass 1063 am Hof des Bischofs Adalbert von Bremen ein getaufter Jude namens Paulus erschien, der behauptete, in Griechenland gelernt zu haben, wie man aus Kupfer Gold macht. Er gewann ziemlichen Einfluss auf Adalbert, wurde dann aber als Betrüger vertrieben. 
Danach gibt es erst wieder im 13. Jahrhundert Berichte von Alchemisten in Deutschland.